# Активна турбіна

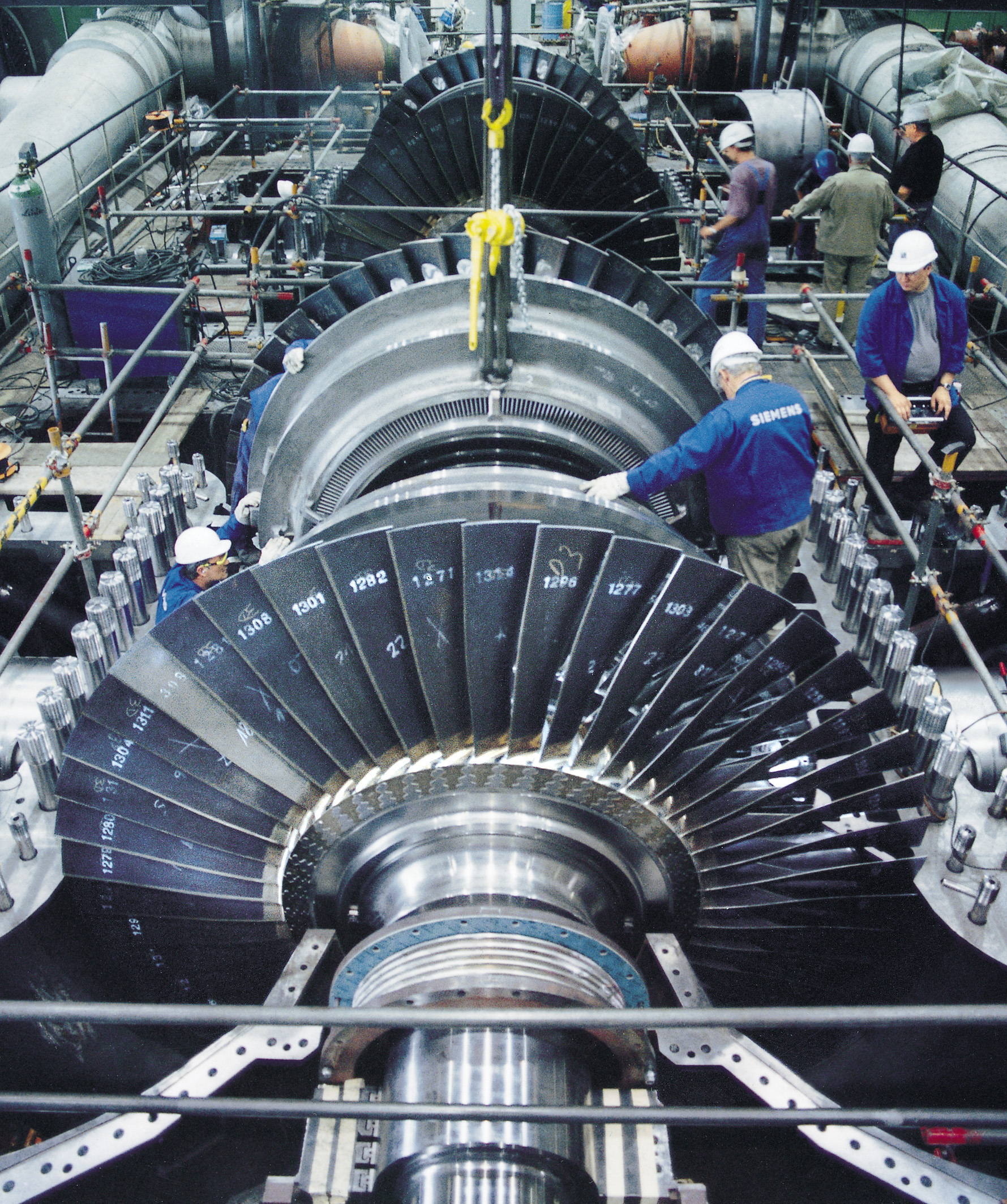
Турбіни заводу «Сіменс», Німеччина

Акти́вна турбі́на (парова або газова) — силовий двигун, що складається з обертового ротора, розміщеного в нерухомому корпусі.
Активна турбіна може бути одноступінчастою або багатоступінчастою.
Кожна ступінь складається з нерухомо закріплених у діафрагмах напрямних апаратів (сопел), що мають вигляд криволінійних каналів, і рухомих робочих лопаток, міцно закріплених на дисках, насаджених на вал. В активній турбіні процес розширення пари (газу) і перетворення потенцальної енергії в кінетичну відбувається лише в соплах. В каналах між робочими лопатками змінюється тільки швидкість парового (газового) потоку, а тиск залишається постійним. Одноступінчасті турбіни мають невелику потужність — не більше 1 000 кВт. Більшу потужність мають багатоступінчасті турбіни, у яких кількість ступенів досягає 30 і більше. Якщо ступенів більше 15, то турбіни будують з 2 або 3 корпусами на одному валу. Із збільшенням кількості ступенів зростає ККД турбіни, тобто підвищується її економічність.
Іноді у активних турбін допускають незначне розширення пари (газу) і в каналах між робочими лопатками. В такому випадку ступені називаються активними з незначним ступенем реактивності.
Турбобудівні заводи СРСР будували активні турбіни потужністю 200 000—300 000 квт (1959).
Гідравлічні турбіни також бувають активні і реактивні.